# Alesha Deesing
Alesha Deesing (ur. 10 września 1985 w Reno) – amerykańska siatkarka. Gra na pozycji środkowa. Obecnie występuje we włoskiej Serie A, w drużynie Foppapedretti Bergamo.

## Kariera
- 2004–2007:  University of Washington
- 2008–2009:  VfB 91 Suhl
- 2009–2010:  CV Ciutadella
- 2009–2010:  AD Pinguela
- 2010–2011:  Istres Volley-Ball
- 2011–2014:  Béziers Volley
- 2014–2015:  Foppapedretti Bergamo